# Ruffec, Indre

Ruffec-le-Château este o comună în departamentul Indre, Franța. În 1 ianuarie 2022 avea o populație de 569 de locuitori.